# Michel Diserens
Michel Diserens, né en 1967 à Lausanne, est un écrivain vaudois de romans policiers. 

## Biographie
Michel Diserens publie en 2004 un premier roman aux éditions l'Âge d'Homme, La Crèche du diable, qui est récompensé par la Médaille d'Or 2004 de l'Académie Européenne des Arts. En 2007, il inaugure la nouvelle collection policière des Éditions Plaisir de Lire avec son second roman Les Enquêtes de Sophie Lanzmann - Dangereuse immersion.
Il est actif au sein des comités de diverses institutions littéraires telles que l'Association vaudoise des écrivains et la Maison de l'écriture de Moudon.

## Récompenses
Il a reçu plusieurs distinctions comme la Médaille d'Or 2004 de l'Académie européenne des arts ou le prix Studer/Ganz Romandie 2007. Il s'investit au sein de diverses organisations culturelles, notamment en tant que membre actif des comités de la Maison de l'écriture de Moudon et de l'Association vaudoise des écrivains.

## Sources
- « Michel Diserens », sur la base de données des personnalités vaudoises sur la plateforme « Patrinum » de la Bibliothèque cantonale et universitaire de Lausanne.
- Site officiel
- Michel Diserens sur le site de son éditeur actuel
- Association Vaudoise des Écrivains (AVE) - Revue littéraire vaudoise (Sillages) - Prix des écrivains Vaudois - FAVEP